# Orthocladius glacialis
Orthocladius glacialis är en tvåvingeart som först beskrevs av Jean-Jacques Kieffer 1922.  Orthocladius glacialis ingår i släktet Orthocladius och familjen fjädermyggor. Inga underarter finns listade i Catalogue of Life.